# Skildpadden og haren (film)
Skildpadden og haren  (originaltitel The Tortoise and the Hare) er en amerikansk animeret kortfilm fra 1935, instrueret af Wilfred Jackson og produceret af Walt Disney.
Man mener at tegnefilmen var en af inspirationerne til Snurre Snup, der første gang blev vist i 1940.
Filmen er baseret på fablen af samme navn.
Filmen vandt en Oscar for bedste korte animationsfilm i 1935.